# Bitwa pod Evesham
Bitwa pod Evesham – starcie zbrojne, które miało miejsce 4 sierpnia 1265 roku u podnóża pasma wzniesień Green Hill w hrabstwie Worcestershire w zachodniej Anglii pomiędzy armią królewską dowodzoną przez księcia Edwarda a wojskami zbuntowanych baronów dowodzonymi przez Szymona z Montfort.

## Tło konfliktu
Polityka króla Henryka faworyzowania przybyszów z kontynentu i nakładania wysokich podatków wywoływała opór baronów, domagających się większego wpływu na rządy. W 1258 r. zebrał się tzw. „wściekły parlament”, na którym baronowie zmusili króla do podpisania prowizji oksfordzkich, m.in. ustanawiających u boku króla 15-osobową Tajną Radę, której skład ustalali baronowie. Kontroli feudałów został poddany także książę Edward, któremu narzucono czworo doradców: Johna de Balliol, Rogera de Mohaut, Johna de Greya i Stephena Longespée.
Doradcy nie wywierali jednak zbyt wielkiego wpływu na działania Edwarda, który w 1259 r. sprzymierzył się z czołowymi przedstawicielami baronów, Richardem de Clare, 6. hrabią Hertford i de Montfortem. Książę obiecał wspierać dążenia baronów do reform wewnętrznych. W 1259 r., kiedy król Henryk opuścił Anglię i udał się na negocjacje z królem Francji Ludwikiem IX, Edward przejął faktyczne rządy w kraju i rządził, opierając się na baronach. Król Henryk uznał to za spisek przeciwko Koronie i powrócił w 1260 r. wraz ze zbrojnymi oddziałami swojego brata, hrabiego Kornwalii. Samodzielność Edwarda została ograniczona, jego zamki wydane ludziom króla, a dzięki wykorzystaniu podziałów wśród baronów, Henryk obalił prowizje oksfordzkie.

## Druga wojna baronów
Baronowie, nie mogąc zmusić króla Henryka do przestrzegania prowizji, rozpoczęli, pod wodzą Szymona de Montfort, otwartą rebelię. Początkowo wszystko układało się po ich myśli, ale de Montfort przyjął wysuniętą przez Henryka III propozycję arbitralnego rozstrzygnięcia sprawy przez króla Francji Ludwika IX. Henryk i Edward udali się na rozmowy z królem, który orzekł nieważność prowizji oksfordzkich. Rozczarowani baronowie wznowili działania wojenne.
Edward walczył u boku swojego stryja, Ryszarda, 1. hrabiego Kornwalii. Początkowo odnosili sukcesy, m.in. zdobywając Northampton. Nie udało im się jednak zdobyć Londynu. Tymczasem de Montfort zebrał armię i ruszył przeciwko wojskom królewskim. Do decydującej bitwy doszło w środę, 14 maja 1264 r., pod Lewes. Edward dowodził prawym skrzydłem wojsk królewskich, za przeciwników mając oddziały z Londynu pod wodzą Henry’ego de Hastings, 1. barona Hastings. Edward odniósł spory sukces, zmuszając przeciwnika do ucieczki i ścigając go przez 4 mile. Hastings dostał się do niewoli. Niestety reszta armii nie stanęła na wysokości zadania i kiedy Edward wrócił na pole bitwy, zorientował się, że armia królewska jest w rozsypce, a hrabia Kornwalii w niewoli. Większość ludzi Edwarda uciekła, a on sam, z resztką oddziału i kuzynem Henrykiem Alemańskim (synem hrabiego Kornwalii), schronili się w pobliskim kościele franciszkańskim i później się poddali.
Edward i Henryk Alemański zostali umieszczeni w Dover i powierzeni pieczy Henry’ego de Montfort, najstarszego syna hrabiego Leicester. Później, dla bezpieczeństwa, Edward został przewieziony do zamku Wallingford. W maju 1265 r. umieszczono go w Hertford. Tam książę nawiązał kontakt ze swoim szambelanem, Thomasem de Clare, który zorganizował ucieczkę. Odbyła się ona 28 maja. Edward udał się do swoich stronników i zebrał nową armię. Wystosował odezwę, w której obiecywał sprawiedliwe rządy, dobre prawo i to, że Anglia rządzona będzie przez Anglików. Do szeregów Edwarda przyłączyło się wielu baronów, rozczarowanych rządami de Montforta.
29 czerwca Edward zdobył Gloucester i zniszczył mosty na rzece Severn, odcinając tym samym armię de Montforta od maszerującej z Londynu armii jego syna, również Szymona. Młodszy z Montfortów zdobył jednak w Bristolu łodzie i przeprawił się na drugi brzeg. Edward zdecydował się go zaatakować. Poinformowany przez szpiegów o położeniu obozu Szymona wysłał mu wiadomość, że „wybiera się do niego z wizytą”. Nad ranem 31 lipca, kiedy większość wojsk Montforta spała, Edward zaatakował obóz, biorąc wielu rycerzy w niewolę. Szymonowi udało się uciec z pola bitwy. Edward ruszył przeciwko jego ojcu. Do spotkania doszło 4 sierpnia.

## Bitwa
Wojska baronów, będące w zdecydowanie mniejszej liczbie, zostały zepchnięte w zakole rzeki Avon i zmuszone do przyjęcia bitwy na niedogodnych warunkach. W dodatku tuż przed rozpoczęciem starcia na stronę przeciwnika przeszła piechota walijska licząca blisko 1 tys. żołnierzy. W ten sposób armia królewska miała trzykrotną przewagę, a po załamaniu się oporu na prawym skrzydle i otoczeniu wojsk baronów z trzech stron, bitwa przekształciła się w masakrę. W starciu zginął Szymon de Montfort i jego dwóch synów, a także hrabia Leicester i około trzech tysięcy ich zwolenników i żołnierzy.
Otoczonego przywódcę rebelii raniono, strącono z konia, dobito, a następnie jego ciało zostało zbezczeszczone i okaleczone. Obcięto mu wszystkie kończyny, wykastrowano, a głowę tryumfalnie zawieziono do Londynu, gdzie zawisła na murach Tower of London. Król Henryk, będący jeńcem Montforta i znajdujący się – pod strażą, ale przebrany w barwy Montforta – w szeregach rebeliantów, został niemal cudem uratowany przed śmiercią – z rąk własnych ludzi – przez jednego z baronów (Roberta de Leyburn), który w ostatniej chwili przeszedł na stronę zwycięzców.
Skutkiem bitwy było osłabienie na pewien czas potęgi magnaterii i przywrócenie w Anglii silnej władzy królewskiej.